# Disconectes vanhoeffeni
Disconectes vanhoeffeni är en kräftdjursart som beskrevs av Malyutina 1997. Disconectes vanhoeffeni ingår i släktet Disconectes och familjen Munnopsidae. Inga underarter finns listade i Catalogue of Life.